# Paul Sun-Hyung Lee
Paul Sun-Hyung Lee (hangul: 이선형; Daejeon, 16 de agosto de 1972) es un actor y presentador surcoreano-canadiense. Es mejor conocido por sus papeles de Randy Ko en la telenovela Train 48 (2003-2005), del patriarca de la familia Appa en la obra Kim's Convenience (2011) y su adaptación televisiva (2016-2021) y como el capitán Carson Teva en la franquicia Star Wars. 
Lee ha ganado cuatro veces el premio Canadian Screen Award al mejor actor en una serie de comedia por su papel del Sr. Kim en Kim's Convenience y ha sido nominado dos veces al premio Dora Mavor Moore a la mejor interpretación masculina en un papel principal, Large Theatre, por The Monster Under the Bed en 2010 y la versión teatral de Kim's Convenience en 2012.

## Primeros años de vida
Cuando Lee tenía tres meses, sus padres emigraron de Daejeon, Corea del Sur a Canadá, viviendo en Londres, Toronto y Calgary.  En 1990, regresó a Toronto para asistir a la Universidad de Toronto, donde asistió al programa de teatro en el University College. 

## Carrera
Tuvo un papel secundario en la película Ice Princess (2005) interpretando al padre de Tiffany. Lee apareció en la película de terror P2 y en el thriller The Echo. En 2006, asumió el papel de Jung Park en el videojuego Rainbow Six: Vegas y su secuela de 2008 Rainbow Six: Vegas 2. 
Lee formó parte del elenco principal de la telenovela improvisada nocturna de Global Train 48 en el papel de Randy Ko durante toda la serie de 2003 a 2005 

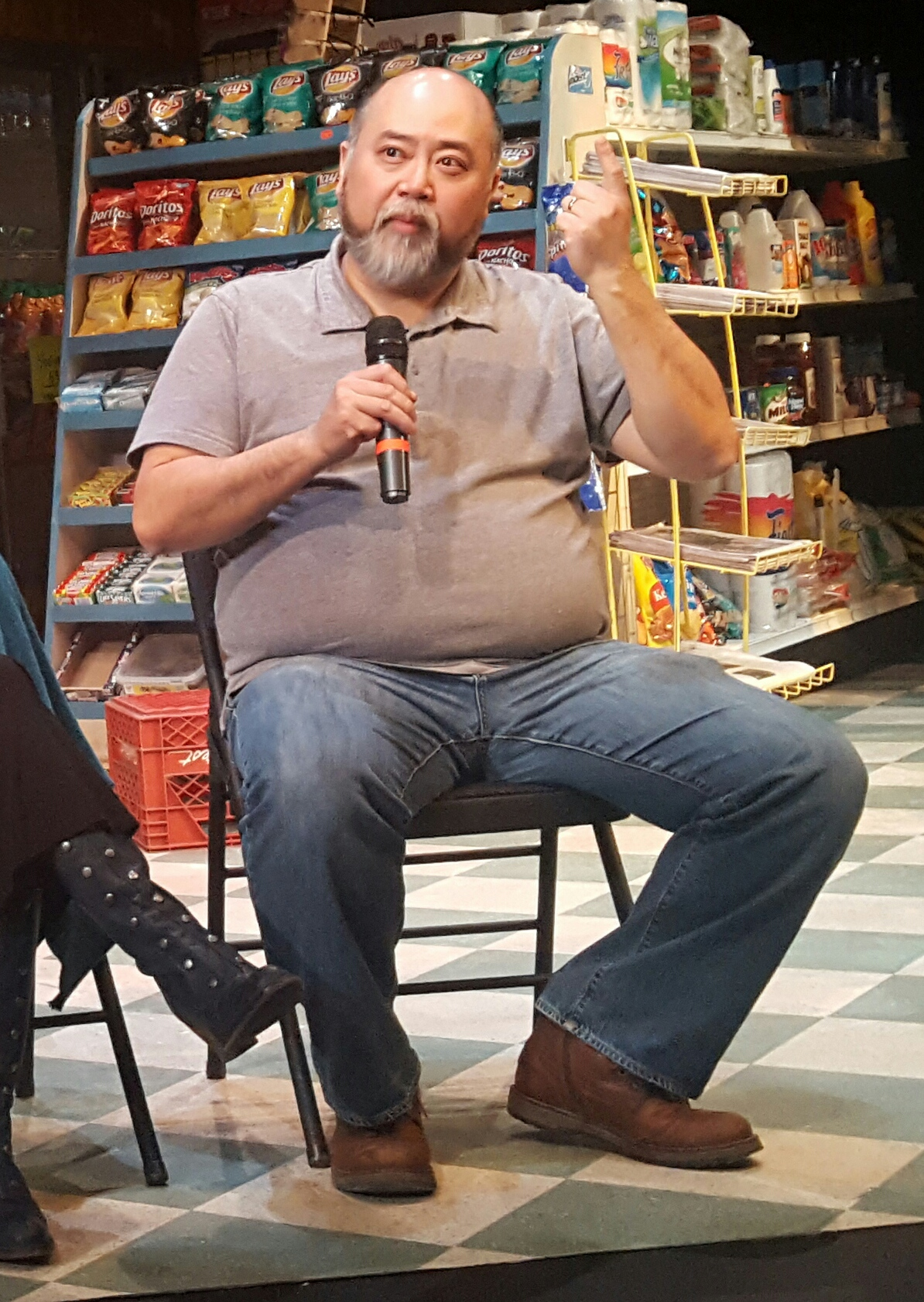
Paul Sun-Hyung Lee en el set de rodaje de Kim's Convenience en 2017

En 2012, Lee ganó la mención al Mejor Actor de los Premios de la Crítica de Teatro de Toronto por su interpretación de Kim Sang-il en Kim's Convenience.  Interpretó el papel de Appa en el escenario en varias producciones de Toronto de Kim's Convenience y en una gira nacional con la compañía de teatro Soulpepper, así como en una puesta en escena de la obra fuera de Broadway.  Llevó el papel de Appa a la televisión en 2016 cuando el programa fue adaptado como serie de televisión.  En 2016, Lee interpretó a Zhang Lin en la producción de Chimerica del Royal Manitoba Theatre Center /Canadian Stage.  El 11 de enero de 2017, apareció como estrella invitada en un episodio de This Hour Has 22 Minutes.
Lee ha sido nominado dos veces al premio Dora Mavor Moore a la mejor interpretación masculina en un papel principal, Large Theatre, por The Monster Under the Bed en 2010 y Kim's Convenience en 2012.  En los quinto, sexto y noveno premios Canadian Screen Awards, ganó el premio al Mejor Actor en una Serie de Comedia por su interpretación de Appa en la adaptación para televisión de Kim's Convenience.  Lee fue seleccionado para presentar la cuarta temporada del reality show Canada's Smartest Person, titulado Canada's Smartest Person Junior y con niños como concursantes. 
Lee también es dramaturgo y su propia obra Dangling se estrenó en el festival de teatro fu-GEN de Toronto en 2010.
En 2020, apareció como el piloto X-wing de la Nueva República, el Capitán Carson Teva, en The Mandalorian.    Repitió el papel en su pin-off El libro de Boba Fett "Capítulo 5: El regreso del mandaloriano".
En 2021 apareció como panelista en Canada Reads, defendiendo la novela Hench de Natalie Zina Walschots.  Ese mismo año, las cinco temporadas de Lee en Kim's Convenience llegaron a un final abrupto cuando los dos corredores abandonaron el proyecto. 
En 2022, fue anunciado como presentador de Fandemonium, una serie factual que perfilará las culturas internas de varios fandoms de la cultura pop.  También apareció en la reposición de 2022 de The Kids in the Hall .   Interpretará al tío Iroh en la versión de imagen real de Netflix de Avatar: The Last Airbender. En 2023, regresó como Carson Teva en los episodios de la tercera temporada The Mandalorian, "The Pirate" y "The Return", y en tres episodios de su serie derivada Ahsoka.

### Honores
En 2023, Lee recibió el Premio del Centro Nacional de las Artes en los Premios de Artes Escénicas del Gobernador General.  

## Filmografía

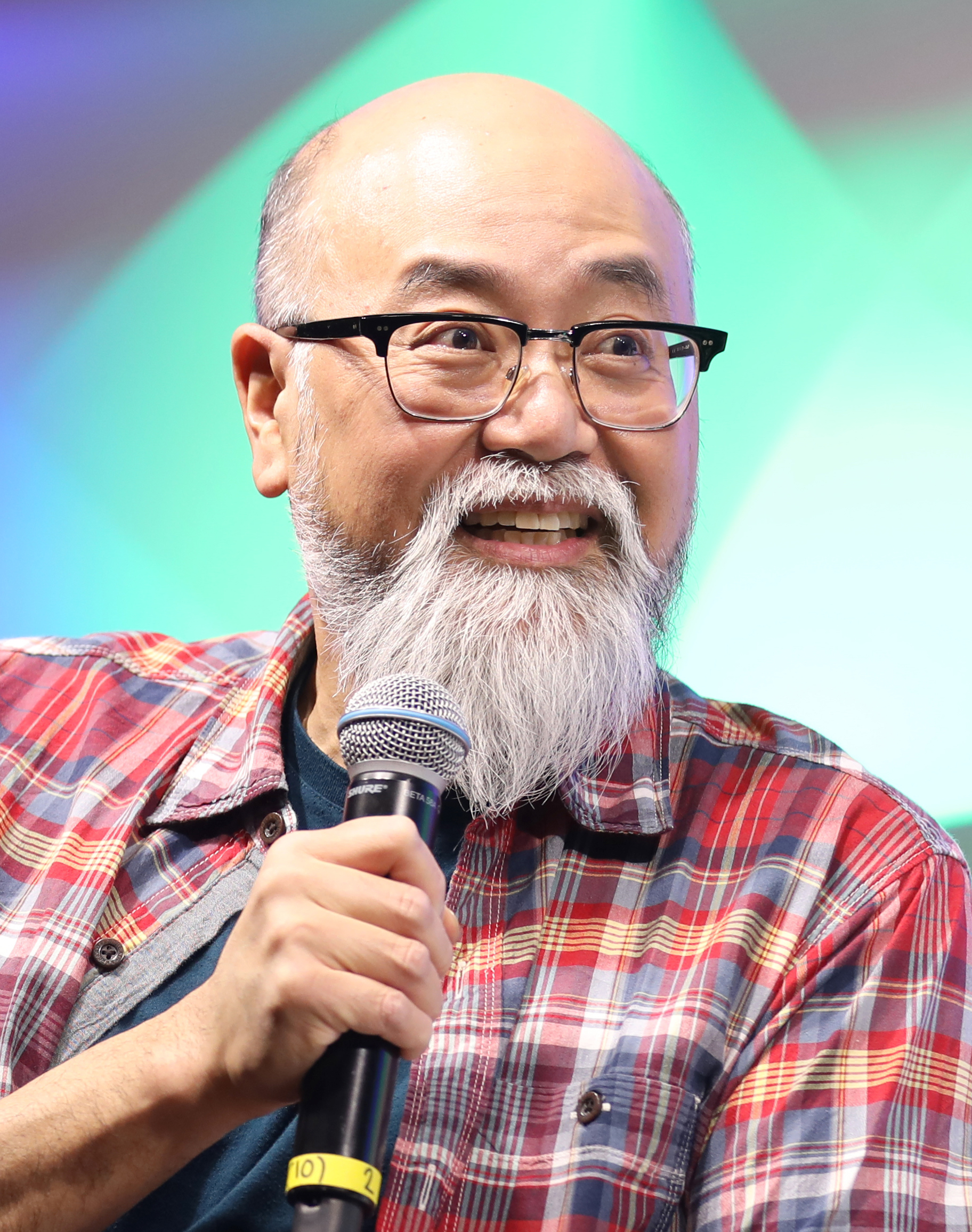
Paul Sun-Hyung Lee en 2024

### Películas
| Año  | Título            | Papel                  | Notas  |
| ---- | ----------------- | ---------------------- | ------ |
| 1996 | Harriet la Espía  | Bruno Hung Fat         |        |
| 2001 | Khaled            | Grocer                 |        |
| 2005 | Ice Princess      | Papá de Tiffany Lai    |        |
| 2006 | One Way           | Recepcionista de hotel |        |
| 2007 | P2                | Hombre en ascensor     |        |
| 2014 | Robocop           | Técnico Omnicorp       |        |
| 2015 | End of Days, Inc. | Mort                   | [ 24 ] |
| 2020 | Kitty Mammas      | Dr. Han                |        |

### Televisión
| Año           | Título                             | Papel                        | Notas |
| ------------- | ---------------------------------- | ---------------------------- | --- |
| 1995          | Where's the Money Noreen?          | Gene Kajikawa                | Película para Televisión                                                                                                |
| 1999          | Total Recall 2070                  | Waiter                       | Episodio: "Rough Whimper of Insanity"                                                                                   |
| 2002          | Soul Food: The Series              | Dan Lee                      | Episodio: "A Taste of Justice"                                                                                          |
| 2002          | Doc                                | Orderly                      | Episodio: "Complicated"                                                                                                 |
| 2002          | Tagged: The Jonathan Wamback Story | Doctor                       | Película para televisión                                                                                                |
| 2003          | Profoundly Normal                  | Delivery Doctor              | Película para televisión                                                                                                |
| 2003-2005     | Train 48                           | Randy Ko                     | Papel Principal |
| 2004          | Kevin Hill                         | Phil Steckler                | Episodio: "The Good Life"                                                                                               |
| 2005          | This Is Wonderland                 | Mr. Phan                     | Episodio #2.9 |
| 2005          | 1-800-Missing                      | Dr. Winston Nakano           | Episodio: "Fugitive" |
| 2006          | Billable Hours                     | Paul                         | Episodio: "The Handicapped Bathroom"                                                                                    |
| 2006          | Between Truth and Lies             | D.A. Lee                     | Película para televisión                                                                                                |
| 2007          | The Jane Show                      | E.R. Doctor                  | Episodio: "Plastic Ono Jane"                                                                                            |
| 2007          | Mayday                             | Capitán Park Yong-chul       | Episodio: "Missed Approach" (Temporada 4, Episodio 4)                                                                   |
| 2008          | Little Mosque on the Prairie       | Airport Security Guard Clask | Episodio: "Islam on Tap"                                                                                                |
| 2010          | Covert Affairs                     | Theo Will                    | 2 episodios |
| 2010-2011     | Degrassi: The Next Generation      | Juan Tong                    | Recurrente, 6 episodios                                                                                                 |
| 2016-2021     | Kim's Convenience                  | Sang-Il Kim (Appa)           | Papel Principal Canadian Screen Award por Mejor actor en serie de comedia, 5th (2017) y 6th (2018); nominado 8th (2020) |
| 2017          | Dark Matter                        | Dr. Borsin                   | Episodio: "It Doesn't Have to Be Like This"                                                                             |
| 2018          | Canada's Smartest Person Junior    |                              | Presentador (Temporada 4)                                                                                               |
| 2019-2022     | Abby Hatcher                       | Chef Jeff                    | Voz recurrente |
| 2019          | The Bravest Knight                 | The Potion Maker             | Rol de voz recurrente                                                                                                   |
| 2020-presente | The Mandalorian                    | Capitán Carson Teva          | 4 episodios |
| 2021          | Private Eyes                       | Chef Andre                   | Episodio: "The Perfect Storm"                                                                                           |
| 2021          | Bakugan: Geogan Rising             | Spartillion                  | Rol de voz recurrente                                                                                                   |
| 2021          | Boyfriends of Christmas Past       | Leo Kim                      | Película para televisión                                                                                                |
| 2022          | The Book of Boba Fett              | Capitán Carson Teva          | Episodio: "Chapter 5: Return of the Mandalorian"                                                                        |
| 2022          | The Kids in the Hall               | Mr. Lewis                    | 1 episodio |
| 2023          | Ahsoka                             | Capitán Carson Teva          | 3 episodios |
| 2024-presente | Avatar: The Last Airbender         | Tío Iroh                     | Papel Principal, serie de TV Netflix                                                                                    |

### Videojuegos
| Año  | Título               | Papel     | Notas |
| ---- | -------------------- | --------- | ----- |
| 2006 | Rainbow Six: Vegas   | Jung Park |       |
| 2008 | Rainbow Six: Vegas 2 | Jung Park |       |